# Jacopo Hosciuc
Jacopo Adriano Hosciuc (n. 12 octombrie 2005, Roma, Italia) este un pilot român de motociclism-viteză.

## Clubul sportiv
Jacopo Hosciuc este legitimat în România la Clubul Sportiv HOS Racing Team. În prezent, Jacopo concurează cu echipa spaniolă MSi în Campionatul Mondial MotoE.

## Începutul carierei
Primul contact cu o motocicletă a fost în anul 2010, pe atunci, în vârstă de 4 ani, Jacopo pilota o mini-motocicletă cu care a câștigat multe trofee (centru-sud Italia).

## Campionatul Național al Italiei
Având vârsta de 8 ani, în 2014, Jacopo a participat pentru prima oară într-un campionat național, al Italiei, cu echipa Phantom, unde a încheiat sezonul pe locul 8 la general. În 2015, pilotul român a participat în același campionat, însă la o categorie mai înaltă, an în care echipa la care participa Jacopo (Phantom) a abandonat sezonul competițional din motive tehnice. În anul 2016, făcând în paralel două campionate (cel al României și cel al Italiei), tânărul pilot a participat în campionatul italian PreMiniGP, unde a încheiat stagiunea pe locul 3. În 2017, Jacopo a promovat în campionatul MiniGP, unde a terminat sezonul pe locul 8. Făcând un pas mare, la 12 ani, în 2018, pilotul român a trecut la o motocicletă de 125cc, în doi timpi, concurând în Campionatul Național Italian (CIV), la clasa PreMoto3, cu echipa Flash Motors (Honda), terminând sezonul pe locul secund, lucru care a încântat multă lume, acesta fiind primul lui an pe o astfel de motocicletă. În 2019, la 13 ani, acesta a făcut un pas și mai mare, trecând pe o motocicletă de 250cc, în 4 timpi, concurând în același campionat italian cu echipa AcademyGP și terminând sezonul pe locul 5. În 2020, Jacopo Hosciuc a efectuat un wildcard la categoria Moto3, cea mai importantă din campionatul italian, unde s-a clasat pe locul 13.

## Campionatul Național al României
Făcând în paralel campionatul italian și campionatul român, anul 2016 a reprezentat prima prezență a lui Jacopo Hosciuc în Campionatul Național al României, la clasa 50cc, unde a câștigat toate cele 8 curse disputate, luând titlul la această categorie. În anul 2017, Jacopo a concurat la clasa 85cc, unde a câștigat 6 curse din 6 disputate, luând din nou titlul de campion național.

## MotoRC
La finele anului 2021, Jacopo Hosciuc a primit o invitație pentru a concura la clasa Stock 300 (actuala clasă S300) a campionatului privat din România, MotoRC, reușind la prima tentativă să câștige cursa și să stabilească un nou record al timpului pe circuit la acea vreme. În iunie 2024, Hosciuc a revenit în România pentru un wildcard oferit de Chronos Racing Team la categoria S600, reușind să câștige atât cursa Q, cât și cursa S, stabilind un nou record de circuit pe MotorPark România pe motocicletele de 600cc. În cele din urmă, pilotul român a participat în ultimele două etape ale MotoRC, de data aceasta la categoria S1000, după o invitație venită din partea echipei BMR, reușind să stabilească un nou record de circuit pe motocicletele de 1000cc. În penultima etapă a campionatului, Hosciuc a reușit să câștige atât cursa Q cât și cursa S, urmând ca în ultima etapă să obțină câte un loc 2 în ambele curse.

## Northern Talent Cup
În anul 2020, Jacopo a fost selecționat pentru a participa în Northern Talent Cup, competiție organizată de Dorna (deținătoarea drepturilor MotoGP și WSBK), unde a concurat pe un KTM de 250cc (4 timpi), cu echipa proprie, 100% românească, HOS Racing Team, terminând sezonul pe locul 5.
În 2021, Northern Talent Cup, l-a selectat din nou pe Jacopo Hosciuc, clasându-se la final pe locul 6, terminând de patru ori pe podium, reușind inclusiv o victorie fabuloasa în Assen, Olanda. În cele două sezoane petrecute în cupa nordică a talentelor, Jacopo Hosciuc a fost unul dintre protagoniștii competiției, statisticile sale fiind de invidiat, reușind în 22 de curse, o victorie și 7 podiumuri.
| Sezon | Sachsenring | Sachsenring | Lausitz      | Lausitz      | Hockenheim  | Hockenheim  | Brno  | Brno  |           |           |       |       |           |           |
| ----- | ----------- | ----------- | ------------ | ------------ | ----------- | ----------- | ----- | ----- | --------- | --------- | ----- | ----- | --------- | --------- |
| 2020  | 2           | 4           | DNF          | DNF          | 4           | 2           | DNF   | 2     |           |           |       |       |           |           |
| Sezon | Le Mans     | Le Mans     | Oschersleben | Oschersleben | Sachsenring | Sachsenring | Assen | Assen | Spielberg | Spielberg | Assen | Assen | Spielberg | Spielberg |
| 2021  | 13          | 3           | DNF          | 7            | 5           | 3           | 24    | DNF   | DNF       | 20        | 4     | 1     | 18        | 3         |

## European Talent Cup
La finalul anului 2019, Jacopo Hosciuc a efectuat un wildcard pe circuitul spaniol „Ricardo Tormo” din Valencia, unde s-a clasat pe locul 25.

## Campionatul European Stock
În luna noiembrie a anului 2021, Jacopo Hosciuc a participat pe circuitul valencian „Ricardo Tormo” în cursa Campionatului European Stock, pe atunci parte a Campionatului European Moto2, însă, din pacate, cursa lui s-a terminat după doar un tur, întâmpinând probleme de natură tehnică și fiind nevoit să abandoneze. În sezonul 2022, Jacopo a terminat în clasamentul general al clasei Stock pe poziția a 9-a, după un sezon complet desfășurat cu echipa spaniolă Pinamoto (Avintia). În prima etapă a sezonului 2023, disputată la Estoril (Portugalia), Hosciuc a suferit o accidentare, rezultând o fractură la claviculă, ceea ce a determinat absența acestuia în primele două curse ale sezonului. Pilotul român a revenit însă, după cele două curse lipsă și a disputat următoarele trei etape, la Jerez (Spania), Portimao (Portugalia) și Barcelona (Spania), urmând să încheie sezonul la categoria superioară a europeanului, Moto2.
| Sezon | Estoril | Estoril  | Valencia | Barcelona | Barcelona | Portimao | Portimao | Aragon   | Aragon | Jerez  | Jerez    | Valencia |
| ----- | ------- | -------- | -------- | --------- | --------- | -------- | -------- | -------- | ------ | ------ | -------- | -------- |
| 2021  |         |          |          |           |           |          |          |          |        |        |          | DNF      |
| Sezon | Estoril | Estoril  | Valencia | Barcelona | Barcelona | Jerez    | Portimao | Portimao | Aragon | Aragon | Valencia |          |
| 2022  | 9       | 7        | 10       | DNF       | 8         |          | DNF      | 5        | 10     | 9      | 6        |          |
| Sezon | Estoril | Valencia | Jerez    | Portimao  | Barcelona | Aragon   | Valencia |          |        |        |          |          |
| 2023  | DNS     |          | 8        | 9         | DNF       |          |          |          |        |        |          |          |

## Cupa Spaniei
În luna aprilie a anului 2023, Jacopo Hosciuc a efectuat un wildcard în cadrul unei etape a Cupei Spaniei de motociclism-viteză, la categoria Supersport, având ca scop testarea motocicletei înainte de începerea Campionatului European Stock. Cursa s-a desfășurat pe circuitul valencian Ricardo Tormo. Hosciuc a participat cu aceeași echipă cu care concura în campionatul european, Pinamoto. Cursa lui a început bine, urcând poziții importante până pe 3. După câteva tururi însă, din cauza unei scurgeri de ulei a unui alt participant la cursă, Jacopo și alți doi concurenți au fost ejectați imediat din șaua motocicletei, rezultând abandonul pilotului român. A reușit, însă, cel mai rapid tur din cursă (1:38.2) și s-a declarat mulțumit de ceea ce a pregătit pentru startul sezonului 2023 a Campionatului European.

## Cupa Aprilia RS 660
Jacopo Hosciuc a participat, din postura de wild card, la două etape ale trofeului Aprilia RS 660, disputate la Misano (Italia) și la Mugello (Italia). În etapa din Misano a reușit o clasare pe podium (loc 3), iar în cea de la Mugello a reușit două victorii.

## Campionatul European Moto2
Jacopo Hosciuc a participat în ultimele etape ale sezonului 2023 din Campionatul European Moto2 cu echipa italiană MMR, devenind primul pilot român care concurează pe un prototip Kalex Moto2.  În 2024, Hosciuc a evoluat în primele două etape ale aceleiași categorii, tot cu echipa MMR.
| Sezon | Estoril | Estoril | Valencia | Jerez     | Portimao  | Portimao | Barcelona | Barcelona | Aragon | Aragon | Valencia |
| ----- | ------- | ------- | -------- | --------- | --------- | -------- | --------- | --------- | ------ | ------ | -------- |
| 2023  |         |         |          |           |           |          |           |           | 11     | 14     | DNS      |
| Sezon | Misano  | Estoril | Estoril  | Barcelona | Barcelona | Portimao | Portimao  | Jerez     | Aragon | Aragon | Valencia |
| 2024  | 14      | 16      | 15       |           |           |          |           |           |        |        |          |

## Campionatul Mondial MotoE
În 2025, Jacopo Hosciuc își va face debutul în Campionatul Mondial de Motociclism Viteză, la categoria MotoE, alături de echipa spaniolă MSI.